# بريان بروثيروي (مغني)
بريان بروثيروي (بالإنجليزية: Brian Protheroe)‏ هو موسيقي وممثل إنجليزي من مواليد 16 يونيو 1944، اشتهر بأول أغنية منفردة له «الكرة والدبابيس Pinball»، والتي صدرت في أغسطس 1974، ودخلت إلى المركز 44 في قوائم أفضل الأغاني البريطانية، ووصلت إلى ذروتها في المركز 22. اشترك بروثيروي في تمثيل 8 أفلام بين عام 1978 وعام 2019.
كانت فرصة بروثيروي لتسجيل الموسيقى مرتبطة بمسيرته التمثيلية، حيث كان يلعب دور نجم البوب في مسرحية، والتي أدت بطريقة ملتوية إلى عقد مع شركة كريسالز للتسجيلات، لكنه بدأ إنتاج الموسيقى قبل التمثيل عندما كان طفلاً في سالزبوري، ويلتشير، غنى في جوقة الكنيسة المحلية وتعلم كيفية العزف على البيانو والغيتار. في سن 17، بدأ الغناء في فرقة روك محلية بينما كان يمثل أيضًا في مجموعة مسرح الهواة «مسرح الاستوديو»، وبعد عامين، لعب في فولك بلوز إنكوربوريتد، التي انتقلت إلى لندن في عام 1965، حيث بدأ بروثيروي باللعب في النوادي الشعبية، بدأ بعد عام في ممارسة مهنة التمثيل، متنقلاً من شركة مسرحية إلى شركة مسرحية، واستقر مع فرقة تدعى لينكولن في عام 1968. هناك التقى بمارتن دنكان، الذي أصبح متعاونًا في السنوات القليلة التالية.
قال بروثيروي عن كنابته لأهم أغانيه "الكرة والدبابيس" في حوار مع صحيفة نيو ميوزيكال اكسبريس NME: "كنت عاطلاً عن العمل وأعيش في غرفة مليئة بالبراغيث في كوفنت غاردن. جاءت الأغنية من الأشياء الدنيوية التي رأيتها خلال عطلة نهاية الأسبوع، لكنها كانت أيضًا صرخة حزينة جداً لانقسام البيتلز قبل بضع سنوات. كان هناك عزف ساكس منفردًا وغير ذلك. إنه لحن بسيط جدًا، ولا توجد فرقة كبيرة، فقط آيات شعبية.

## ألبوماته
الكرة والدبابيس (Pinball (1974
بيك آب (Pick Up (1975
أنا / أنت (I/You (1976
اتركه إلى الجنة (Leave Him to Heaven (1976
غير مفرج عنها (Unreleased (1996
صندوق بريان الكبير (Brian's Big Box (1997
أغنية المدينة (Citysong (2005
الكرة والدبابيس وقصص أخرى (Pinball and Other Stories (2006
إناء الكوكي (The Cookie Jar (2018

## الأغاني المنفردة
الكرة والدبابيس (Pinball (1974
الكرة والدبابيس/ حب المال (Pinball/Money Love (1974
طير الآن (Fly Now (1974
أغنية فرقة العلامة التجارية الجيدة (The Good Brand Band Song (1975
الجري عبر المدينة (Running Through the City (1974
ملكة السكوبو (Scobo Queen (1974

## وصلات خارجية
بريان بروثيروي (مغني) على موقع IMDb (الإنجليزية)
- بريان بروثيروي (مغني) على موقع روتن توميتوز (الإنجليزية)
- بريان بروثيروي (مغني) على موقع ألو سيني (الفرنسية)
- بريان بروثيروي (مغني) على موقع ميوزك برينز (الإنجليزية)
- بريان بروثيروي (مغني) على موقع أول موفي (الإنجليزية)
- بريان بروثيروي (مغني) على موقع قاعدة بيانات الأفلام السويدية (السويدية)
- بريان بروثيروي (مغني) على موقع ديسكوغز (الإنجليزية)
- بريان بروثيروي (مغني) على موقع قاعدة بيانات الفيلم (الإنجليزية)
- بريان بروثيروي (مغني) على موقع كينوبويسك (الروسية)